# The Bridge : Le Trésor de Patagonie
 (janvier 2019).
Si vous disposez d'ouvrages ou d'articles de référence ou si vous connaissez des sites web de qualité traitant du thème abordé ici, merci de compléter l'article en donnant les références utiles à sa vérifiabilité et en les liant à la section « Notes et références ».
The Bridge : Le Trésor de Patagonie est une émission de télévision française de téléréalité. Cette émission, présentée par Stéphane Rotenberg, est diffusée sur M6 du 3 au 25 janvier 2019.
Les seize candidats ont pour objectif de construire un pont de 300 mètres de long en dix-sept jours maximum. Si le groupe arrive à atteindre l'objectif, les finalistes doivent désigner le gagnant de l'émission. Le vainqueur aura le choix entre garder un coffre de 150 000 euros ou le partager avec les autres finalistes.

## Tournage
EndemolShine a réalisé le tournage à l’ouest de l’Argentine, à la frontière du Chili. Le lac est le celui du site du Lac Escondido (Río Negro), qui se traduit par « lac caché ». 
Il est long de 10 kilomètres et large d’un maximum de 1,5 kilomètre. Pour se rendre sur le lieu très reculé du tournage, les équipes de production devaient faire trois heures de route chaque jour pour aller et revenir du village le plus proche, El Bolson.
Le tournage a été réalisé en février 2018 et a duré 17 jours.

## Candidats
| Candidat                | Âge    | Localisation          | Profession                                   | Statut               |
| ----------------------- | ------ | --------------------- | -------------------------------------------- | -------------------- |
| Elian Casini            | 37 ans | Toulon                | Conducteur de travaux                        | Gagnant (85 000 €)   |
| Jill Sihalathavong      | 22 ans | Angers                | Étudiante en neuropsychologie                | Finaliste (10 000 €) |
| Nawelle Dury            | 27 ans | Lyon                  | Assistante de direction                      | Finaliste (10 000 €) |
| Yannick Azzopardi       | 31 ans | Antibes               | Gérant de magasins                           | Finaliste (10 000 €) |
| Raphaël Vannucchi       | 36 ans | Caussade              | Manager d’un magasin                         | Finaliste (5 000 €)  |
| Alain Akoa              | 36 ans | Saint-Maur-des-Fossés | Agent immobilier                             | Éliminé Episode 6    |
| Jessika Guehaseim       | 28 ans | Montpellier           | Mannequin grande taille                      | Éliminée Episode 5   |
| Gaëlle Lindecker        | 31 ans | Beaurepaire           | Mère au foyer                                | Éliminée Episode 5   |
| Clément                 | 27 ans | Toulouse              | Coach sportif                                | Éliminé Episode 4    |
| Didier Guillot          | 49 ans | Labarthe-sur-Lèze     | Chef cuisinier                               | Éliminé Episode 4    |
| Priscilla Segreto       | 27 ans | Vallauris             | Chauffeuse de bus                            | Éliminée Episode 3   |
| Alexis                  | 47 ans | Seine-et-Marne        | Chef d’entreprise                            | Éliminé Episode 3    |
| Christophe Hauret-Clos  | 47 ans | Lourdes               | Instructeur en sûreté dans l’aviation civile | Éliminé Episode 2    |
| Laurie Ledoux           | 21 ans | Namur, Belgique       | En recherche d’emploi                        | Abandon Episode 2    |
| Katiça Delmotte Solujic | 42 ans | Wormhout              | Assistante de conservation de patrimoine     | Éliminée Episode 1   |
| Concetta Lago           | 49 ans | Liège, Belgique       | Agent pénitentiaire                          | Éliminée Episode 1   |

## Bilan par épisode
| Episode     | Diffusion       | Épreuve collective | Épreuve collective              | Épreuve collective | Épreuve collective                    | Choix proposés aux non sélectionnés (en gras celui choisi)                                                                                        | Nommés par les candidats              | Épreuve éliminatoire | Épreuve éliminatoire                        | Avancée du pont |
| Episode     | Diffusion       | Chef               | Non sélectionnés                | Résultat           | Nommé par le chef                     | Choix proposés aux non sélectionnés (en gras celui choisi)                                                                                        | Nommés par les candidats              | Gagnant(s)           | Eliminé(s)                                  | Avancée du pont |
| ----------- | --------------- | ------------------ | ------------------------------- | ------------------ | ------------------------------------- | --- | ------------------------------------- | -------------------- | ------------------------------------------- | --------------- |
| 1er épisode | 3 janvier 2019  | Didier             | Gaëlle, Laurie & Concetta       | ❌                 | Katiça                                | Nourriture pour tous ou immunité pour eux-mêmes                                                                                                   | Concetta & Gaëlle                     | Gaëlle               | Concetta & Katiça                           | 40 mètres       |
| 2e épisode  | 10 janvier 2019 | Alexis             | Jessika, Priscilla & Christophe | ❌                 | Gaëlle                                | Nourriture pour tous et nommer quelqu'un ou rien                                                                                                  | Raphaël & Christophe                  | Raphaël & Gaëlle     | Christophe                                  | 75 mètres       |
| 3e épisode  | 17 janvier 2019 | Didier             | Alain, Priscilla & Raphaël      | ✔️                 | /                                     | Nourriture pour tous et se nommer soit même et/ou matériel de chantier et nommer quelqu'un ou rien (Priscilla et Alexis)                          | Raphaël                               | Raphaël              | Alexis & Priscilla                          | 125 mètres      |
| 4e épisode  | 18 janvier 2019 | Jessika            | Jill & Gaëlle                   | ✔️                 | /                                     | Choisir 8 articles proposés par Stéphane et nommer quelqu'un pour l'épreuve éliminatoire ou se nommer soit même (Clément)                         | Didier & Alain                        | Alain                | Didier & Clément                            | 190 mètres      |
| 5e épisode  | 24 janvier 2019 | Alain              | Nawelle & Gaëlle                | ✔️                 | Raphaël (choisit pour être finaliste) | S'offrir ou offrir une place en finale au candidat de son choix et retirer 15 000€ du trésor ou rien (Gaëlle choisit Alain et Nawelle, elle même) | Yannick (choisit pour être finaliste) | Jill & Elian         | Gaëlle & Jessika                            | 228 mètres      |
| 6e épisode  | 25 janvier 2019 | /                  | /                               | ✔️                 | /                                     | Gagner 10 tronçons déjà construit et éliminer l'un des 6 finalistes restants ou s'éliminer ou rien (Alain)                                        | Elian,Jill,Raphaël,Nawelle & Yannick  | Elian (Gagnant)      | Jill,Raphaël,Nawelle & Yannick (Finalistes) | 300 mètres      |

## Détail des votes
|            | Episode 1       | Episode 2          | Episode 3 | Episode 4       | Episode 5 (Demi-Finale) (Vote pour élire un finaliste) | Episode 6 (Finale) (Elire le gagnant) |
| ---------- | --------------- | ------------------ | --------- | --------------- | ------------------------------------------------------ | ------------------------------------- |
| Elian      | Concetta Gaëlle | Christophe Raphaël | Raphaël   | Didier Alain    | Yannick                                                | Jill                                  |
| Jill       | Concetta Gaëlle | Christophe Raphaël | Raphaël   | Didier Alain    | Yannick                                                | Elian                                 |
| Nawelle    | Concetta Gaëlle | Christophe Raphaël | Raphaël   | Didier Alain    | Yannick                                                | Elian                                 |
| Yannick    | Concetta Gaëlle | Christophe Raphaël | Raphaël   | Didier Alain    | Elian                                                  | Elian                                 |
| Raphaël    | Clément Laurie  | Alexis Clément     | Clément   | Nawelle Yannick | Elian                                                  | Elian                                 |
| Alain      | Concetta Gaëlle | Alexis Clément     | Clément   | Nawelle Yannick | Elian                                                  | Eliminé au dilemme                    |
| Jessika    | Concetta Gaëlle | Christophe Raphaël | Raphaël   | Didier Alain    | Yannick                                                |                                       |
| Gaëlle     | Laurie Nawelle  | Alexis Clément     | Clément   | Nawelle Yannick | Jill                                                   |                                       |
| Clément    | Concetta Gaëlle | Christophe Raphaël | Raphaël   | Didier Alain    |                                                        |                                       |
| Didier     | Laurie Nawelle  | Yannick Clément    | Clément   | Nawelle Yannick |                                                        |                                       |
| Priscilla  | Concetta Gaëlle | Alexis Clément     | Clément   |                 |                                                        |                                       |
| Alexis     | Concetta Gaëlle | Christophe Raphaël | Raphaël   |                 |                                                        |                                       |
| Christophe | Concetta Alexis | Alexis Clément     |           |                 |                                                        |                                       |
| Laurie     | Concetta Gaëlle | Abandon            |           |                 |                                                        |                                       |
| Katiça     | Concetta Gaëlle |                    |           |                 |                                                        |                                       |
| Concetta   | Laurie Nawelle  |                    |           |                 |                                                        |                                       |

 Vainqueur de la compétition
 Finalistes de la compétition
 Qualifié pour la finale (à la suite de l'épreuve collective, du dilemme ainsi que du vote)
 Nommé par le chef
 Nommé lors du dilemme
 Nommé par les candidats

## Audiences et diffusion
Le 14 janvier 2019, la chaîne annonce la déprogrammation de l'émission, faute d'audience,; les épisodes restants sont diffusés en deuxième partie de soirée.
| Émission | Jour et horaire de diffusion           | Nombre de téléspectateurs | Part de marché (sur les 4 ans et plus) | Références |
| -------- | -------------------------------------- | ------------------------- | -------------------------------------- | ---------- |
| 1        | Jeudi 3 janvier 2019 (21:00-23:00)     | 1 587 000                 | 7,1 %                                  | [ 4 ]      |
| 2        | Jeudi 10 janvier 2019 (21:00-23:00)    | 1 306 000                 | 5,8 %                                  | [ 5 ]      |
| 3        | Jeudi 17 janvier 2019 (23:00-01:00)    | 438 000                   | 6,3 %                                  | [ 6 ]      |
| 4        | Vendredi 18 janvier 2019 (01:00-03:00) | 185 000                   | 9 %                                    | [ 6 ]      |
| 5        | Jeudi 24 janvier 2019 (23:00-01:00)    | 323 000                   | 5,8 %                                  | [ 7 ]      |
| 6        | Vendredi 25 janvier 2019 (01:00-03:00) | 151 000                   | 8,2 %                                  | [ 7 ]      |

Légende :
- plus hauts scores d'audiences
- plus bas scores d'audiences

## Anecdotes
Didier a tenté le casting de la saison 13 de Koh-Lanta (saison finalement annulée).
Elian a quant à lui participé à la saison 13 de Koh-Lanta (saison finalement annulée). 
Gaëlle avait initialement postulé pour The Island, mais on lui a proposé The Bridge.
À partir de l'épisode 3, les épisodes sont diffusés en deuxième partie de soirée, à la suite d'un manque d'audience.